# Heinz-Hilpert-Theater

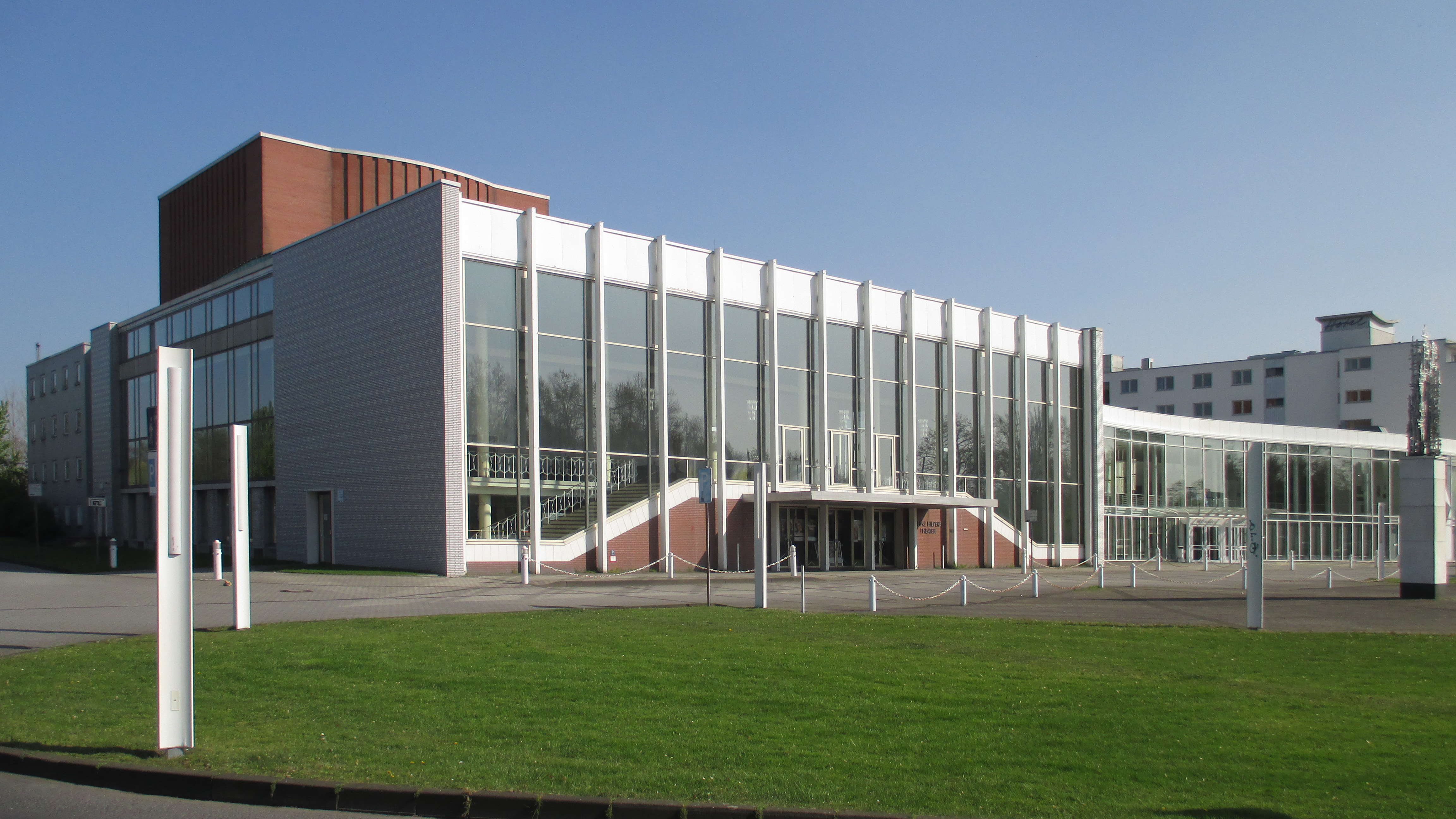
Heinz-Hilpert-Theater

Das Heinz-Hilpert-Theater ist ein 1958 in Lünen eröffnetes Theatergebäude. Es steht unter Denkmalschutz. Erbaut wurde es nach Plänen von Gerhard Graubner und benannt wurde es nach dem Regisseur Heinz Hilpert, der häufig in Lünen mit dem Deutschen Theater Göttingen gastierte und auch die Eröffnungsrede hielt. Das Theater wurde am 20. September 1958 mit einer glanzvollen Aida-Aufführung der Essener Bühnen der Öffentlichkeit vorgestellt und übergeben.

## Einige Daten und Fakten
Die Baukosten betrugen rd. 4,2 Millionen Deutsche Mark. Das Gastspieltheater, auch Bespieltheater, fasst 765 Besucher. In den ersten Jahren war es auch Sitz des Westfälischen Sinfonieorchesters. Große Bühnen des deutschsprachigen Theaters gastieren mit repräsentativen Aufführungen. Der Spielplan beinhaltet von Opern und Operetten, Komödien, Lustspiele bis zum Ernst des Schauspiels, der Tragödie und des Dramas nebst Ballettaufführungen. Bekannte Solisten, Entertainer und Orchester runden das vielfältige Angebot ab.
Ein besonderes Highlight ist das seit der Eröffnung alljährlich vom damals dort beheimateten Westfälischen Sinfonieorchester (jetzt: Neue Philharmonie Westfalen) unter Leitung namhafter Dirigenten aufgeführte Neujahrskonzert. 
Seit 1977 findet jedes Jahr im November im Theater und im angrenzenden Hanse-Saal das internationale Jazz-Light-Festival statt.
Im Jahr 2018 erhielt das Theater zum 60-jährigen Jubiläum im Europäischen Kulturerbejahr die Auszeichnung und die Plakette Big Beautiful Building (BBB).